# Communauté de communes des Portes de Vassivière
Die Communauté de communes des Portes de Vassivière ist ein französischer Gemeindeverband mit der Rechtsform einer Communauté de communes im Département Haute-Vienne in der Region Nouvelle-Aquitaine. Sie wurde am 30. Dezember 2003 gegründet und umfasst zwölf Gemeinden. Der Verwaltungssitz befindet sich im Ort Eymoutiers.

## Mitgliedsgemeinden
| Gemeinde                                        | Einwohner 1. Januar 2022 | Fläche km² | Dichte Einw./km² | Code INSEE | Postleitzahl |
| ----------------------------------------------- | ------------------------ | ---------- | ---------------- | ---------- | ------------ |
| Augne                                           | 124                      | 17,59      | 7                | 87004      | 87120        |
| Beaumont-du-Lac                                 | 136                      | 23,91      | 6                | 87009      | 87120        |
| Bujaleuf                                        | 873                      | 41,17      | 21               | 87024      | 87460        |
| Cheissoux                                       | 223                      | 10,21      | 22               | 87043      | 87460        |
| Domps                                           | 99                       | 13,54      | 7                | 87058      | 87120        |
| Eymoutiers                                      | 2.067                    | 70,22      | 29               | 87064      | 87120        |
| Nedde                                           | 455                      | 52,73      | 9                | 87104      | 87120        |
| Peyrat-le-Château                               | 1.028                    | 52,96      | 19               | 87117      | 87470        |
| Rempnat                                         | 145                      | 20,91      | 7                | 87123      | 87120        |
| Saint-Amand-le-Petit                            | 112                      | 15,31      | 7                | 87132      | 87120        |
| Saint-Julien-le-Petit                           | 296                      | 29,13      | 10               | 87153      | 87460        |
| Sainte-Anne-Saint-Priest                        | 140                      | 16,54      | 8                | 87134      | 87120        |
| Communauté de communes des Portes de Vassivière | 5.698                    | 364,22     | 16               | –          | –            |